# Macrothyatira flavida
Macrothyatira flavida är en fjärilsart som beskrevs av Butler 1885. Macrothyatira flavida ingår i släktet Macrothyatira och familjen sikelvingar. Inga underarter finns listade i Catalogue of Life.